# Ofvandahls

Ofvandahls är ett anrikt kafé och konditori i korsningen av S:t Olofsgatan (tidigare Järnbrogatan) och Sysslomansgatan i Uppsala. Namnet kommer från grundaren Erik Ofvandahl som tog sitt efternamn  efter sin hemort. Huset är kulturminnesmärkt.

## Historia
Erik Ofvandahl hade börjat sin bana som konditor i Sala 1877 och drev konditori och damkafé i olika lokaler i staden, men kaféets början brukar härledas till året efter, 1878. 1885 flyttade verksamheten till Uppsala, närmare bestämt Östra Ågatan 31 där man numera hittar  Güntherska hovkonditoriet Annonserna i Upsala samma år försäkrar att: 
"..med damkafé menas ett första klassens serveringsställe så rangerat att damer och herrar kan trivas [gott].."
Vid tiden för flytten fanns redan fyra konditorier och ett flertal kaféer etablerade i Uppsala, varav det mest namnkunniga torde ha varit just Güntherska. Man antog namnet Kafé Dahlia och erbjöd bland annat surströmmingssexor. Under en period därefter användes namnen Erik Anderssons konditori och Kafé Dahlia tillsammans. Efter att Erik Andersson bytt namn till Ofvandahl efter sin hemort och blivit en erkänd diktare och talare bytte så även caféet slutligen namn till Ofvandahls. Enligt Brusewitz antologi om uppsalaprofiler flyttade verksamheten 1905 till nuvarande adress Sysslomansgatan 5. Emellertid finns det en annons som visar att Ofvandahl bedrev verksamhet på Sysslomansgatan 5 redan 1887.
Ofvandahl var känd även som pekoralist och utgivare av en rad diktsamlingar som nöjeslästes av Uppsalastudenterna. Rörelsen drevs från 1949 till 1971 av Erik Ofvandahls döttrar, Ragnhild och Anna. Verksamheten visade sig 1971 övergå till V-Dala nation enligt Annas testamente, men man valde att sälja kaféet istället för att driva det vidare själva. Sven Wiklund drev sedan kaféet i ett kvartssekel innan han 1990 bestämde sig för att sälja det vidare. Ännu på det tidiga 1990-talet hade Ofvandahls bordsbetjäning. Kaféet drevs i ytterligare ett kvartssekel av Tommy Kuhlman innan det i samband med hans pensionering 2018 såldes och genomgick en mindre renovering under sommaren året efter.

## Kaféet i dag
En av bakelserna i utbudet är studentska, likaså tryffelmussla. Linnébakelsen, en turkos medaljong med Carl von Linnés profil i marsipan, är en av konditoriets mest berömda skapelser. Konditoriet serverar även smörgåsar och enklare luncher samt har butiksförsäljning av kaffebröd, tårtor, matbröd och konfektyrer.
Trots att skyltning upplyser om att det är "läxläsning förbjuden" tar många chansen att ägna sig åt skolarbete i den anrika miljön.

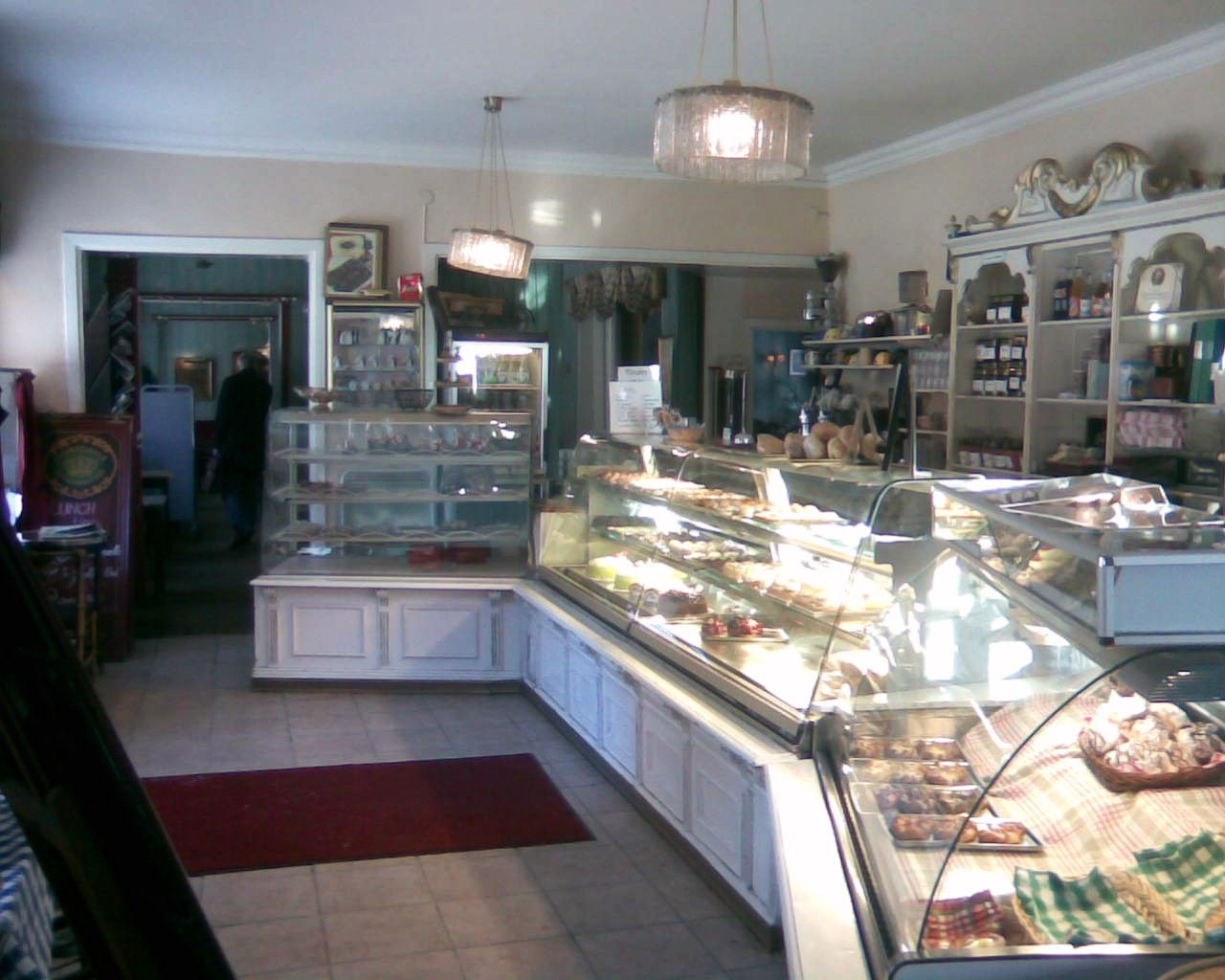
Entrén
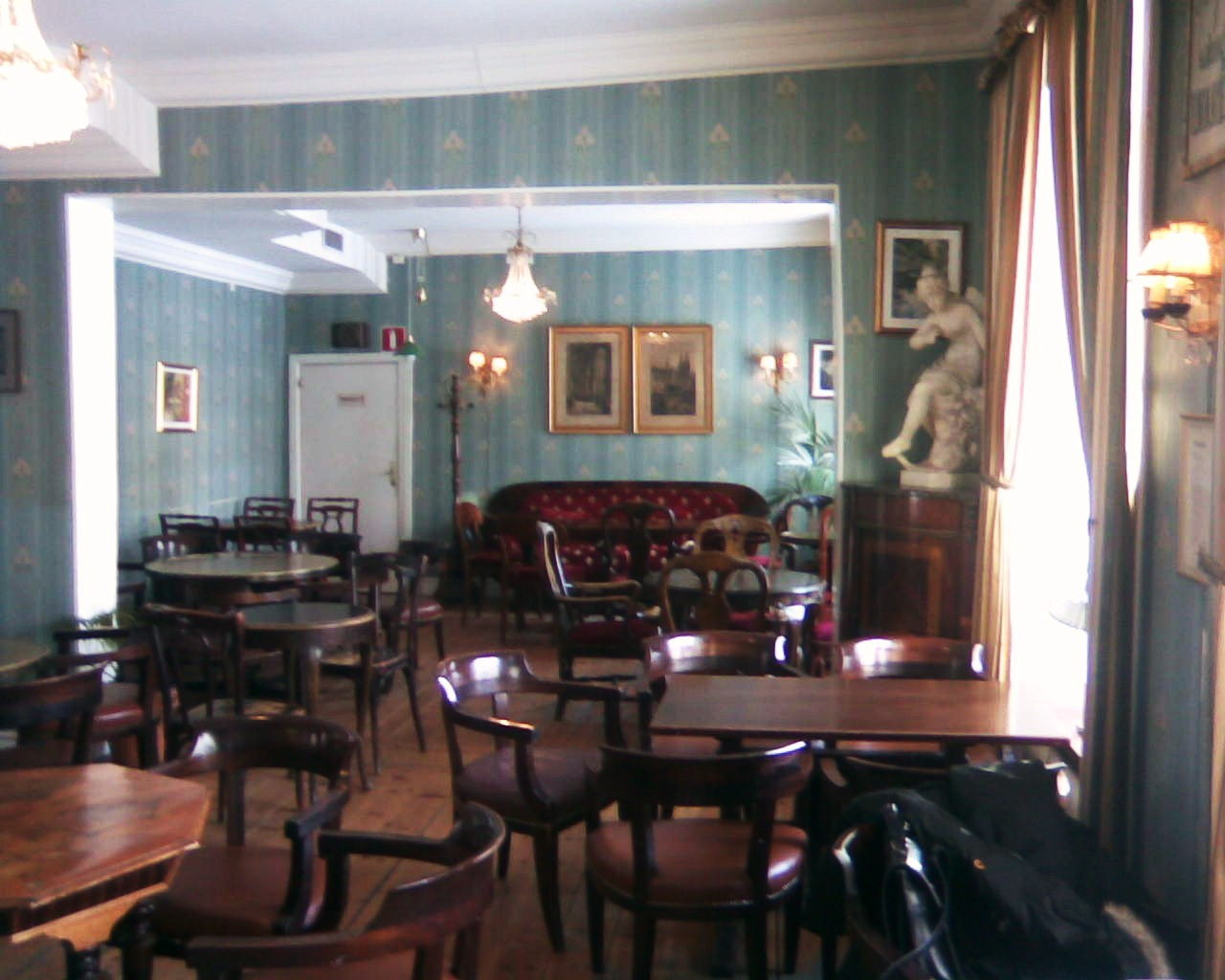
"Salongen"
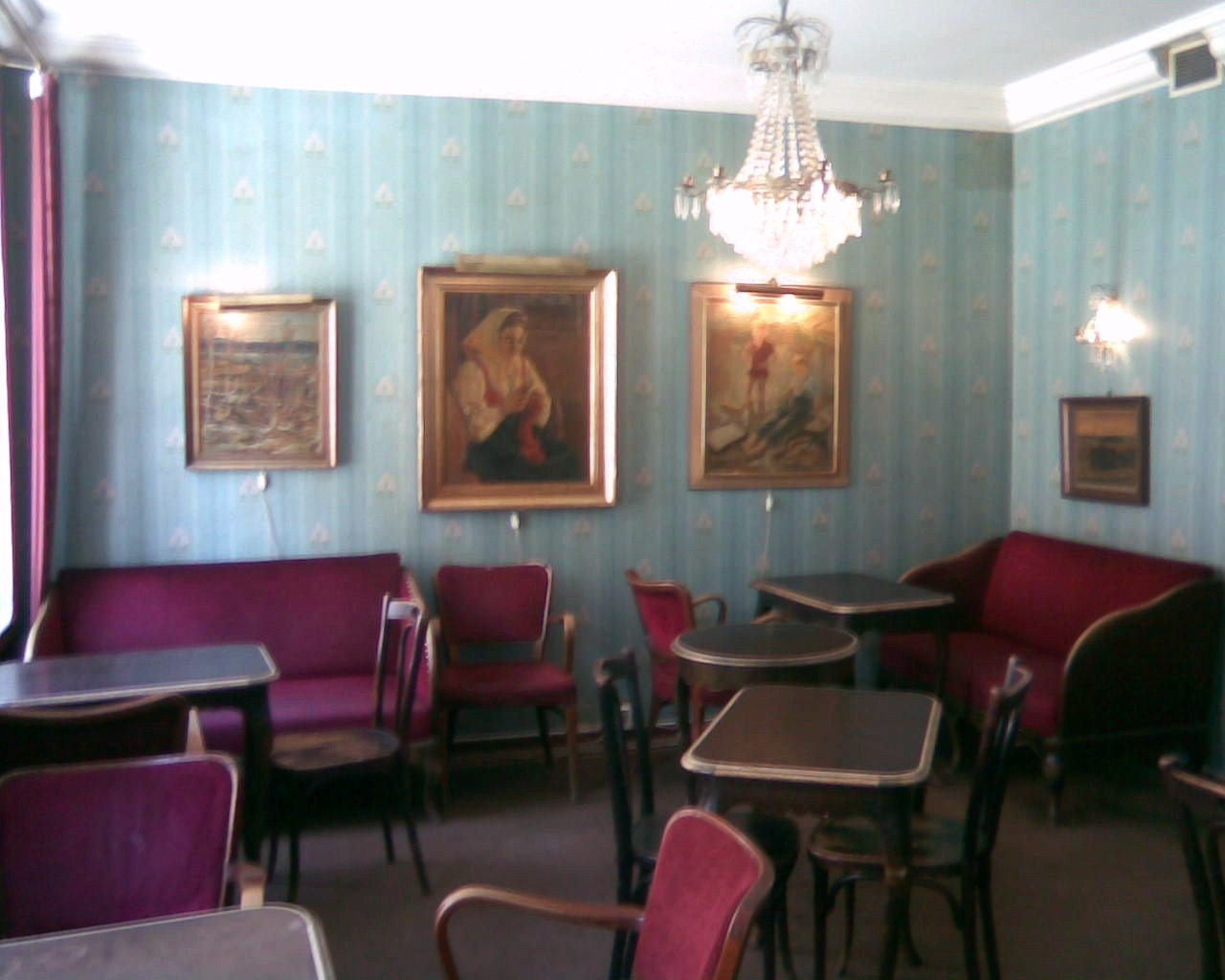
Inre rummet
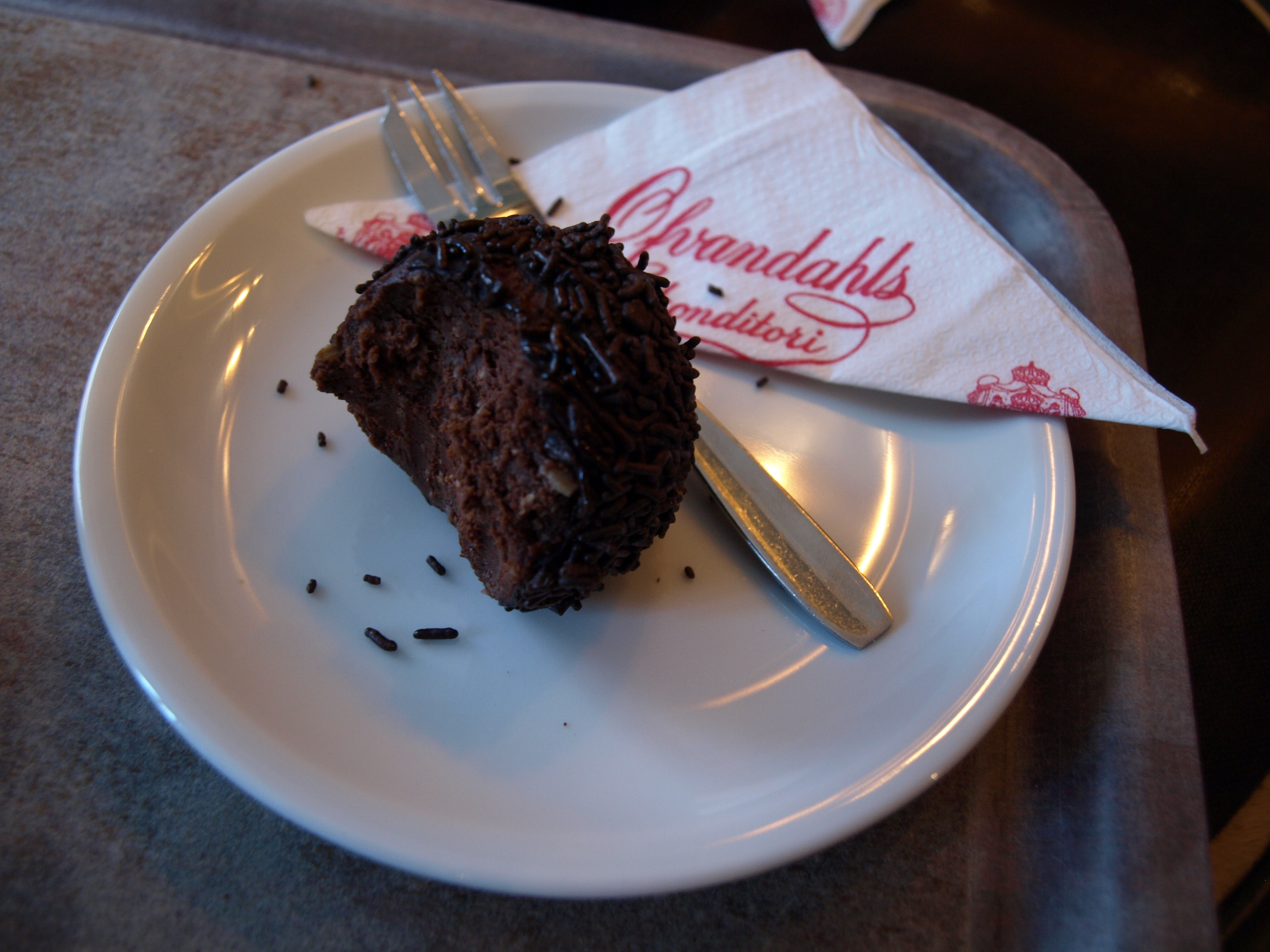
Arraksboll på Ofvandahls
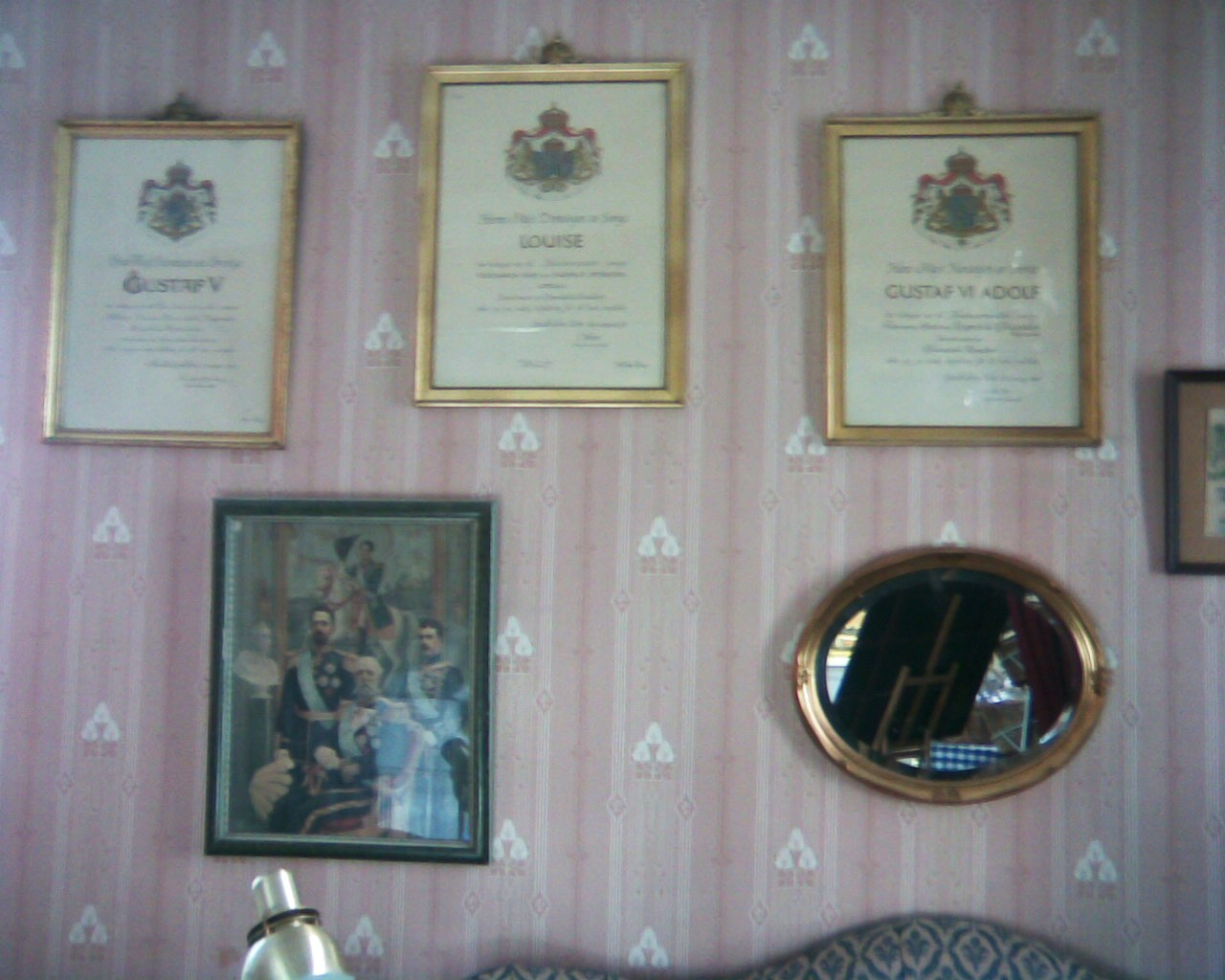
Kunglig hovleverantör
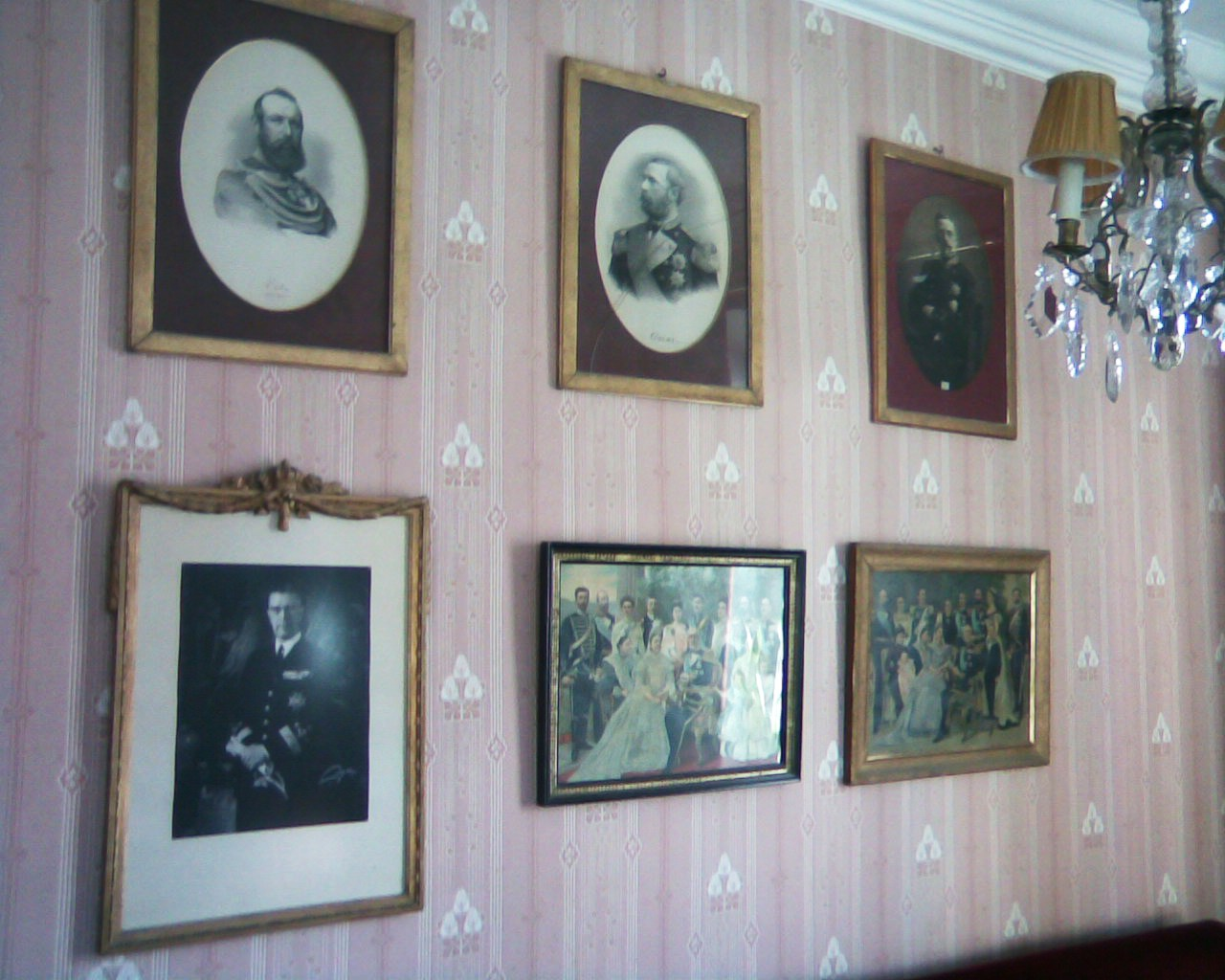
Kungliga porträtt

## Ofvandahls i kulturen
Konditoriet är känt också för högläsning av poesi och har i flera år arrangerat poetry slam. Numera hålls poetry slam på Reginateatern i samma stad. En vanlig "öppen scen" förekommer och har utgjort ett stående inslag under den årligen återkommande Kulturnatten i Uppsala i september.

### Sånger
- Ofvandahls besjungs av Owe Thörnqvist i sången Ett litet rött paket.
- Ulf Peder Olrog skrev sången "På Ofvandahls konditori", samt lämnade en liten strof efter sig, som kan beskådas på en skylt på en vägg på Ofvandahls:

| ” | På Ofvandahls konditori bland kakor har du och jag min vän fått våra hakor. | „ |